# 長倉駅
長倉駅（ながくらえき）は、かつて新潟県長岡市長倉に存在した、越後交通栃尾線の駅である。1973年（昭和48年）4月16日、栃尾線の部分廃止により廃駅となった。

## 駅構造
地上駅。詳しい構造は不明。開業当初や廃止時点では列車交換不可能だったが、1949年（昭和24年）から1955年（昭和30年）の間は列車交換が可能であった。有人駅だったが、晩年は委託化された。

## 歴史
- 1924年（大正13年）5月1日 - 栃尾鉄道による悠久山 - 長岡間開業（これにより全線開通）に伴い開業。
- 1956年（昭和31年）11月20日 - 社名変更に伴い栃尾電鉄の駅となる。
- 1960年（昭和35年）10月1日 - 長岡鉄道、中越自動車との3社合併により越後交通の駅となる。
- 1971年（昭和46年）9月1日 - 簡易委託駅となる。
- 1973年（昭和48年）4月16日 - 栃尾線の悠久山 - 長岡間部分廃止により廃駅となる。

## 駅跡
駅の名を留めるものは残っておらず駅跡の判別も難しいが、線路跡は草に覆われた空き地となってくっきりと残っており、付近には踏切柵も残っている。

## 駅周辺
2011年現在周辺は住宅地となっており、悠久山側には畑が広がっている。その他、周辺施設等は以下のとおり。
- 国道352号
- 国道17号（長岡東バイパス）
- 諏訪神社
- 了元寺

## 隣の駅
越後交通
栃尾線（廃止）
悠久山駅 - 長倉駅 - 土合口駅